# 大阪府立城山高等学校
大阪府立城山高等学校（おおさかふりつ しろやまこうとうがっこう）は、かつて大阪府豊能郡豊能町余野にあった公立高等学校。

## 概要
普通科と園芸科を併設していた高等学校である。大阪府立園芸高等学校東能勢分校として1948年に設置され、1976年に独立開校した。校名の「城山」は余野城址の高台を意味する。
大阪府の高校統廃合計画に伴い、近隣校との機能統合（普通科は学区内の全公立高校、園芸科は大阪府立園芸高等学校へ）を図るとして、2006年度に募集が停止された。募集停止まで京都府亀岡市別院地区からの生徒の受け入れをおこなっていた。最後の卒業生を出した2008年3月に閉校した。閉校後は園芸高等学校が同校の学校事務を引き継いでいる。

## 沿革
学校の前身は、当時の豊能郡東能勢村に1948年に設置された大阪府立園芸高等学校東能勢分校にさかのぼる。当時は地理・交通条件から他地域への通学は困難であり、地元中学校卒業生に高校教育を受ける機会を与える目的で分校が設置された。
1948年の分校設置当初は定時制家庭科が開設されたが、2年後の1950年に定時制農業科が併設された。当初は東能勢村立小学校・東能勢村立中学校の教室や東能勢村役場の一室を借りるなどして授業をおこなっていたが、1953年12月23日に現在地に独立校舎が竣工し移転している。
1963年には定時制を廃止し、全日制農業科・家政科（同年家庭科から名称変更）へと移行している。また農業科は1972年に園芸科へと改称されている。
地元中学校の普通科高校進学志望者は従来、地理的に通学可能な大阪府立春日丘高等学校泉原分校（1994年廃止）に通学するのが一般的だった。しかし学区制度の変更により、東能勢村からは泉原分校は学区外となって通学できなくなったため、普通科を志望する地元中学校卒業者の受け皿として1974年に普通科が設置された。
1976年には大阪府立で105番目の高等学校として、園芸高校から独立する形で大阪府立城山高等学校が発足した。独立開校と同時に家政科を募集停止とし、普通科と園芸科の2学科体制となった。
1994年には日本の高等学校では初めて、農業科目「有機農業」を開講した。
2004年に園芸高校への機能統合の方針が発表され、2006年以降生徒の募集を停止した。最終学年の卒業生を出した2008年3月に閉校となった。

### 年表
- 1948年10月15日 - 大阪府立園芸高等学校東能勢分校定時制課程設置。
- 1948年11月24日 - 家庭科を開設。
- 1950年 - 定時制農業科を開設。
- 1963年 - 全日制農業科・家政科に移行。
- 1967年 - 隣接地にあった東能勢村立東能勢中学校（別の場所に移転）の旧敷地を買収し校地拡張。
- 1974年 - 全日制普通科を設置。
- 1976年4月1日 - 大阪府立城山高等学校（全日制普通科・園芸科）として独立。家政科を募集停止。
- 1979年3月23日 - 体育館落成。
- 1987年3月31日 - 運動場竣工。
- 1991年3月25日 - プール竣工。
- 2004年8月26日 - 大阪府教育委員会、城山高校の機能統合・廃校方針を発表。
- 2006年 - 生徒募集停止。
- 2008年3月1日 - 最後の卒業式・閉校式。卒業生総数 3310人[4][2]。
- 2008年3月31日 - 閉校。

## 跡地の活用
跡地は2011年、大阪市此花区にある学校法人淀之水学院に売却され、同法人が運営する昇陽中学校・高等学校の城山キャンパスとなっている。年に一度昇陽高等学校の生徒が耐寒訓練で訪れるほか、昇陽中学校の生徒も農業体験で月に一度訪れ中学生が旬の野菜を植えて育てている。

## 交通
- 阪急バス 切畑口バス停下車 北へ約200m（阪急池田駅から約40分、阪急茨木市駅から約1時間20分）
- 阪急バス 余野バス停下車 北へ約700m（北大阪急行・大阪モノレール千里中央駅から約50分）